# 방수포

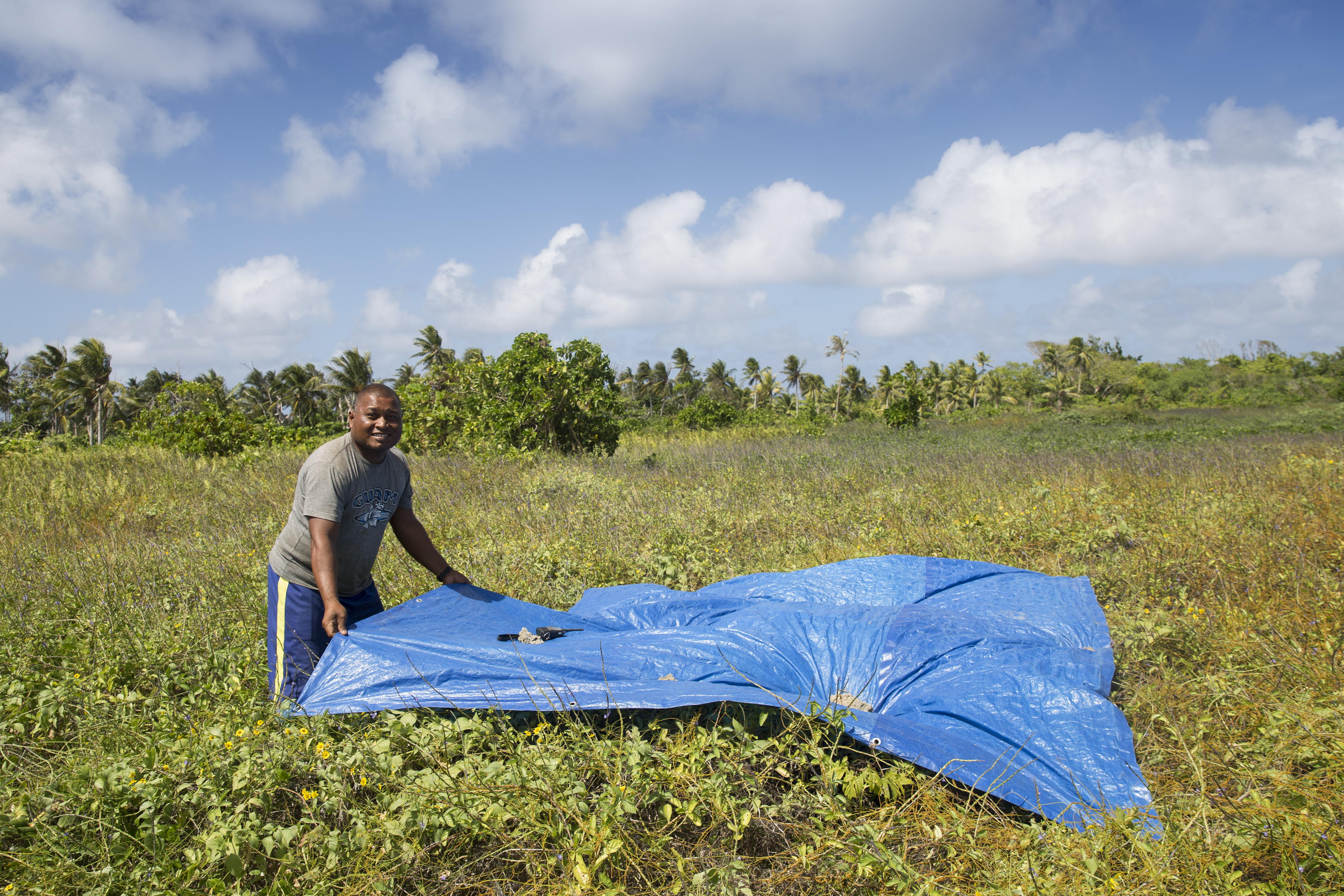

방수포(영어: tarpaulin 타르폴린[tɑːrˈpɔːlɪn][*]), 속칭 타프(tarp)란 방수성 자재를 크고 유연한 면상으로 만든 것이다. 대개 캔버스나 폴리에스테르 같은 섬유를 폴리우레탄 따위로 코팅하거나, 또는 애초에 폴리에틸렌 등 합성수지로 만든다.

## 같이 보기
- 천막